# Arthur Chevrolet
Arthur Chevrolet, švicarsko-ameriški dirkač, * 25. april 1884, La Chaux-de-Fonds, Kanton Neuchâtel, Švica, † 16. april 1946, Slidell, Louisiana, ZDA.
Chevrolet je v sezoni 1910 nastopil na dirki Vanderbilt Cup in dirki za Veliko nagrado ZDA z dirkalnikom Marquette-Buick, obakrat je odstopil zaradi tehnične okvare dirkalnika. Dvakrat je nastopil tudi na dirki Indianapolis 500, v letih 1911, ko je bil šestintrideseti, in 1916, ko je bil osemnajsti.
Tudi njegova brata, Louis in Gaston sta bila dirkača, z Gastonom je sodeloval tudi v podjetju Frontenac Motor Corporation. Arthur Chevrolet je leta 1946 po težavah z depresijo storil samomor z obešanjem.